# 天才王子の赤字国家再生術〜そうだ、売国しよう〜
『天才王子の赤字国家再生術〜そうだ、売国しよう〜』（てんさいおうじのあかじこっかさいせいじゅつ そうだばいこくしよう）は、鳥羽徹による日本のライトノベル。イラストはファルまろ。GA文庫（SBクリエイティブ）より2018年5月から刊行されている。
「次のヒット作はこれだ！ 新作ラノベ総選挙2019」文庫部門（ブックウォーカー）では3位を獲得している。「このライトノベルがすごい!」の2019年版では新作部門で4位を獲得。2024年11月時点でシリーズ累計部数は150万部を突破している。
メディアミックスとして、えむだの作画によるコミカライズ『そうだ、売国しよう 〜天才王子の赤字国家再生術〜』がマンガUP!にて2019年10月から連載中であるほか、『天才王子の赤字国家再生術』のタイトルで、2022年1月から3月までテレビアニメが放映された。

## あらすじ
ナトラ王国の王子ウェインは弱冠16歳だが、父王の急病によって急遽、摂政として国政を任されることになった。ナトラは北方の小国で、経済的にも軍事的にも弱小で、資源もなく、何か改善しようとしても、その資金も人材もないという八方塞がりの状況であった。ウェインは次代の名君として将来を嘱望され、臣下や国民からも敬愛される存在だが、実は大の怠け者で、聡明であるがゆえに自国の状況をよく理解しており、あわよくば他国に国を売り払い、悠々自適の隠居生活を企んでいた。
そんな折、覇権国家・アースワルド帝国の皇帝も病に倒れ、さらに後継者を指名しないまま急死してしまう。大陸東側に混乱が広がる中、ウェインが国を売ろうとして仕掛けた策謀はすべて思いがけない方に転び、その結果、本人は望んでいない成功を収め続け、稀代の名君として国の内外に声望を高めていくことになる。 
1巻
ウェインはいずれ帝国が大陸西側に侵攻する際にナトラが橋頭堡になることを見越し、それを利用した交渉によって帝国の軍事援助を取り付け、やがて帝国に穏当に併呑されることを望む。ところが皇帝が急死したため、外形的には帝国を騙してタダで援助を取り付け、軍事力を強化したような形となってしまう。さらに帝国の後ろ盾が無くなってしまったために西側に属する隣国マーデンの侵攻を招く。ウェインは現状の情勢を見越して、これを適当に退けたいだけであったが、状況はウェインの予想の上を行き、マーデンに逆侵攻し、その金鉱を奪ってしまう。そして兵5000で敵地の金鉱に籠城し、マーデンの大軍3万を迎え撃つ状況に追い込まれる。
2巻
帝国は3人の皇子による激しい後継者争いが依然として続き、帝国の混乱を突いて独立や失地回復しようとする諸地域の思惑など、東側地域は不安定な状態にあった。そんな折、突如、帝国皇女との縁談が決まってしまう。一国の王子と言えど、明らかな国力差のある不釣合いな縁談は、帝国の状況を見れば明らかに大国の政争に巻き込まれること必定であり、ウェインは何とかして断ろうとする。しかし、事前視察としてやってきた第2皇女ロウェルミナは、実はウェインが帝国留学中に出会った学友ロワであった。男勝りで野心家のロウェルミナなら何か狙いがあるはずだと、ウェインは思考を巡らす。
3巻
ナトラに大陸西側の大国で、1巻の出来事によりマーデンを併呑して国境が接することになったカバリヌより、西側に強い影響力を持つレベティア教の一大行事「聖霊祭」参加の誘いの使者がやってくる。形式的にはレベティア教の指導者たちである選聖侯になる資格を持つウェインは、宗教を利用して断絶していた西側諸国との交友関係を回復しようとする。そのためにカバリヌの首都に赴く途中、旧マーデン領で謎の勢力に襲撃される。その危機を、マーデンの再興を目指すマーデン解放軍に助けられたウェインは、彼らの頼みを受け、そのメンバーであるゼノを連れてカバリヌ首都に到着する。そこでウェインはカバリヌ王の狙いがウェインを選聖侯にすることだと知り、癖のある他の選聖侯たちと外交戦を繰り広げることとなる。
4巻
いまだ帝国は3人の皇子達が互いに帝位継承を争い決着がつかずにいた。状況打開のため、ロウェルミナの計らいにより皇子達による会談が帝国の商都ミールタースで開かれることとなる。彼女から招待を受けるも多忙を理由に行きたくないウェインであったが、兄を手助けしたい妹フラーニャが名乗りをあげ、彼女が訪問することになる。3人の皇子とロウェルミナの思惑が交差する中、フラーニャの身にも危機が迫っていく。
5巻
先のミールタースの活躍によって広く諸国にもウェインの名が広まる。この結果、レベティア教の古の巡礼の道としてナトラが再び着目され、巡礼者の落とす金や、西側への産業品の輸出によって国は好景気に湧く。一方、属領となったマーデン領もゼノヴィアの下、発展著しく、国内のパワーバランスを調整するため、ウェインはグリュエール王が治める西側の大国ソルジェスト王国と手を結ぶことを画策する。折しも、グリュエールから招待を受け、意気揚々とソルジェストへ向かうウェインであったが、戦を至高とするグリュエールの狙いはウェインを倒すことであった。
6巻
グリュエールを屈服させ、ソルジェストの不凍港の使用権利を得て大々的な貿易を目論むウェインであったが一連の軍事的活躍は西側諸国を警戒させ、肝心の貿易相手がいない状況に陥ってしまう。グリュエールの娘トルチェイラの紹介という形で、大陸に属さない南方の海洋国家パトゥーラとの交易に活路を見出し、外交樹立のため現地に赴くウェインであったが、海賊に襲われ捕まってしまう。実はパトゥーラは内乱の最中であり、海賊の正体もかつて国より追放されるも王位簒奪のため舞い戻った先王の嫡男レグル・ザリフであった。ウェインは牢屋で出会った現王位継承者で聡明だが気弱な青年フェリテ・ザリフを助太刀する形で、パトゥーラの王権の象徴である虹の王冠を巡る内乱に巻き込まれる。
7巻
帝国の後継者争いはなおも膠着状態が続いていたが、ここで痺れを切らした第一皇子ディメトリオが、戴冠式を強行するため兵を挙げた。これに対抗するべく第二皇子バルドロッシュと第三皇子マンフレッドが手を結び、帝国は内乱の様相を呈すが、状況からディメトリオが負けるのは目に見えている。いずれにも与しない憂国派を率いるロウェルミナは平和的解決のためにウェインに協力を求め、彼女の真の狙いを気にしつつ、ウェインは帝国へ向かう。ところが、彼女の策謀によりウェインはなぜか負け必至のディメトリオに協力することとなってしまう。
8巻
大陸西側の有力者たちが集まる「選聖会議」にウェインは招待を受ける。だがその狙いはナトラを西側に完全に取り込み、帝国と手切れさせることであろうとウェインは読む。現状維持すべく、全力でコウモリ外交を貫く方針のウェインに対し、他の選聖侯らの思惑が絡み始め、野心家で若手の有力者である選聖侯ティグリスはウェインと手を組み、会議を支配しようとする。そして会議が開かれる古都ルシャンに到着したウェインであったが、そこで選聖侯が暗殺される事件が発生し、現場に居合わせたウェインが犯人とされてしまう。
9巻
前回の一件で大陸西端の国ウルベス連合の代表であり選聖侯のアガタの知遇を得たウェインは彼に招聘される。ウルベスは東西南北4つの都市国家の連合国であったが、西と南が急速に発展してパワーバランスが崩れつつあり、アガタは東部代表として再び連合を纏めるべくウェインの力を借りたいということであった。表向きはアガタの頼みを受けつつ、海上貿易が盛んな西都ロイノクとの交易関係が築ければ良いウェインは何かを密かに企んでいるアガタを裏切る予備策も検討しつつ、余所者に排他的で、しきたりや因習の根強いウルベスで活動を始める。
10巻
名目上の同盟国であるデルーニオ王国からソルジェスト王国も参加する国家式典の誘いが来る。しかし、前回の一件で外遊を禁じられたウェインは、形式的な国家外交と予想して代わりに妹フラーニャを送る。5巻の出来事により宰相シリジス追放後、国が傾くデルーニオの思惑がある中で、ソルジェストの名代としてフラーニャをライバル視するトルチェイラや、新たな勢力・東レベティア教も現れる。そんな中でソルジェストでクーデターが発生してグリュエールが失脚し、それぞれの国家がそれぞれの思惑で動き始める。この事態に対し、兄に認められたいフラーニャは異国の地で計略を巡らす。
11巻
アースワルド帝国の次期帝位争いの内戦もいよいよ佳境に入り、ディメトリオの派閥を継承して最有力候補となったロウェルミナは、史上初の女帝となるべく、一気に勝負をつけることを予告する。彼女やウェインの学友で、互いの能力の高さを知り、対立派閥に所属しているグレンとストラングもまた自分たちが支持する皇子を勝たせるため起死回生の策に打って出る中で、突如、ロウェルミナに対する暗殺未遂事件が発生する。一方、有力者たちがその動向を気にするウェインは東レベティア教の教主との会談を利用して、自国の利益のため帝国の政争に介入しようと企てる。
12巻
帝国の皇位継承戦が決着するも、それゆえにナトラは外交的に厳しい状況に立たされるとウェインは予想する。さっそくカルドメリアが直々にナトラを公式訪問して揺さぶりをかけてくる事態に見舞われる。一方、ナトラ国内ではフラム人による独立国家運動が水面下で高まりつつあり、この対応にニニムは苦慮を強いられる。ウェインの手を煩わせずに何とかフラム人社会の問題を収めたいニニムは、幼き時に家出した折、偶然ウェインと出会い、共に行動するきっかけとなった時のことを回想する。

## 舞台設定
物語の舞台となる楕円形のヴーノ大陸は中世ヨーロッパ的な文化風俗の世界であり、大陸中央を縦に険しい山脈（巨人の背骨）が走り、大まかに東側と西側に分かれる。東側はカリスマ性のある皇帝の一代によってアースワルド帝国が急速に台頭し、その軍事力を基に侵略による併呑や属国化などで東側をほぼ統一している。一方西側は大宗教・レベティア教の権威が強く、絶大な権力を持つ選聖侯と呼ばれる7人を中心にまとまっている。東側と西側は文化や価値観に違いがあって対立関係にあり、互いが互いにいずれ自分たちの影響下において大陸を統一したいと考えている。また、作中では特に人種の扱いの差が明示され、西側はレベティア教の教義に由来してフラム人を家畜同然に扱うのに対し、帝国は多様な人種人材が集まる国として描写される。
主人公の国・ナトラ王国は大陸東西のほぼ中央、最北端に位置する小国で、東側に属する。歴史は大陸でも有数の長さを誇るが、その立地上、春は短く冬は長いという気候で、さらに国土の大半は荒野である。資源もなく、これといった産業もなく、主要交易路から外れているため経済的にも恵まれていない。それゆえ旨味がなく隣国から侵略されることもなかったが、逆に言えば長く戦争経験もないため、軍事力も貧弱である。しかしながら、歴代の王は名君が多く、近隣諸国とは友好関係に努め、東側諸国の一員として帝国とも（事実上の属国とは言え）友好関係にあり、物語開始時点では帝国の駐留軍がいる。また、交易路としては廃れたが、山脈を超える西側への数少ない交路がある。
物語開始時点では、帝国はほぼ東側を統一し、数年の内に西側への侵攻を開始する状況であった。しかし、カリスマ性のある現皇帝が後継者を指名せずに急死したために、帝国は政治的混乱状況に陥り、それが東側全域に波及し、かつて帝国に侵略された国や地域が独立や失地回復を狙うなど戦乱の兆しがある。

## 登場人物
声の項はテレビアニメ版の声優。
ウェイン・サレマ・アルバレスト
声 - 斉藤壮馬
本作の主人公。ナトラ王太子。16歳。
政治、戦略、戦術、個人的武勇と天才的な才能を持つ青年。本性においては怠け者であり、聡明であるがゆえに悲観的な性分で、ナトラが弱小国であることを誰よりも痛感している。臣下や国民からは聡明な王子と見られ、将来を嘱望されているが、本人は国を売って悠々自適の隠居生活をしたいと考えている。しかし、そのために取る行動がことごとく想定外の成果を上げ、ますます名君として国の内外から評価され、恐れられていく。基本的に穏やかな性格であるように振る舞うが、唯一例外的にフラム人、特にニニムがその血筋において差別や侮辱された場合は激しい怒りを見せ、例えば3巻ではカバリヌ王を斬殺するように、普段のリスクの低い穏健な対応とは異なる激しい行動に出る。
かつて、アースワルド帝国にいるフラム人の高官を頼り、王太子としての身分を隠して帝国の士官学校に2年ほど留学していた。その際は全科目で首席を取るほど優秀だったが、後に帝国もウェインの正体に気づいたため、その記録は全て抹消されている。留学時の経験もあり、帝国に対して嫌悪感は持っておらず、帝国にはロウェルミナをはじめ士官学校時代からの友人も多い。
ニニム・ラーレイ
声 - 高橋李依
本作のヒロイン。ウェインの幼馴染で補佐官。16歳。
大陸で差別を受けるフラム人で、フラム人の特徴である透き通るような白い髪と燃えるような赤い瞳が特徴の美少女。ウェインにこそ及ばないものの非常に聡明であり、彼の怠惰な本性を知る数少ない人物。良い方向に誤解されやすいウェインの内心を正確に熟知しており、仕事が滞りなく捗るよう時にウェインに厳しく接するサポートを担う。
ナトラのフラム人は、その才の高さからナトラ王家から代々手厚く保護を受けている。ナトラのフラム人社会には、王の側近となるものが一族の長となる決まりがあり、ウェインの側近として次期族長になることが決まっている。

### ナトラ王国
大陸東側に属し、主人公が治める弱小国家。

#### 本国
フラーニャ・エルク・アルバレスト
声 - 千本木彩花
ナトラ王国王女でウェインの妹。
兄ウェインをかなり慕っているブラコン。ニニムのことも慕っており、彼女と兄を結婚させたいと考えている。兄に強い敬意を抱くがゆえに、いずれ王となる兄を支えたいとも考えており、まだ幼いながらも王族として自分ができることはないかと考えている。4巻の騒動で、実は彼女自身もかなりの才能がある片鱗を見せる。のちにはかつてウェインと敵対し、祖国を追放されたシリジスを側近として従える。
ナナキ
声 - 榊原優希
フラーニャ付きのフラム人。
寡黙で小柄な少年。主であるフラーニャのことを大事に思っている。暗殺や情報収集に長け、戦闘能力も非常に高い。
ラークルム
声 - 濱野大輝
ナトラ王国軍の将軍（隊長）。
平生の態度は穏やかな人物だが、戦場では長い腕を使った槍さばきで高い戦闘力を誇る人物。ウェインに見出された人材の一人で、マーデン軍との戦いでは、ウェインの初陣であるにも関わらずあまりにもマーデン軍が弱すぎて涙する。
ハガル
声 - 菅生隆之
ナトラ王国軍の老将。
元は他国で名を挙げた名将であったが、ゆえあって国を追われ、流浪の末にナトラ王オーウェンに仕える。ウェインの才能を高く評価する一人。
シリジス
声 - 土師孝也
デルーニオ王国宰相。のちフラーニャの側近。5巻から登場。
初老の小男。国王を傀儡としてデルーニオを実質的に支配している有力者。元は農民の出ながらゆくゆくは選聖侯の地位を得ることすらも狙うなど野心は高いが、国政における実際の能力も高い。5巻において仇敵ソルジェストとの同盟を強行し、ナトラに外交戦を仕掛けるが、最終的にウェインにやり込められ失脚する。
上記経緯後、知人を通してアースワルド帝国内で隠遁生活を送っていた。そこをフラーニャに見いだされ、彼女の側近として仕えることになる。当初はウェインへの復讐心でフラーニャを次期国王にしたいと考えていたが（なお、これはウェイン兄妹ともに承知した上での行動）、その後、フラーニャの才幹を知ると、心から主君である彼女を王位に付けたいと考えるようになる。
ナトラ王オーウェン
ナトラの現国王。ウェインの実父。
国を安定させてきた名君。物語開始少し前に病に伏したため、留学中のウェインが摂政として国に引き戻されることとなる。現在は離宮で養生している。
レヴァン・ラーレイ
ナトラ王オーウェンの補佐官。ナトラ王国のフラム人の族長。
王の側近かつ、フラム人の長として非常に優秀な人物。国家ではなく、あくまで個人としてオーウェンに仕えており、ウェインに対するニニムのような存在。非常に優秀ながら、あくまで王の補佐官であるため、ウェインが実質的に国政を預かる身になってもオーウェンに付いている（ただし、4巻でニニム不在になった時は一時的にウェインについた）。

#### マーデン侯領
3巻末でナトラに併合された旧マーデン王国の中心地域。ゼノヴィアが侯爵に任命され、マーデン侯領として自治権を持つ。
ゼノヴィア / ゼノ
声 - 中島由貴
マーデン王の娘で王女。3巻から登場。後にナトラ領マーデン侯。
聡明であるがゆえに父王の暴政を諫言し、嫌われて離宮に幽閉されてしまっていた少女。カバリヌによる王都陥落の際は離宮にいたがために、王族でただ一人生き残る。その後、ヘルムートの振りをして解放軍の長となり、カバリヌと戦っていた。
ウェインがカバリヌに赴く際、謎の勢力に襲われた彼らを保護し、その後ジーヴァの甥ゼノとして帯同する。その期間中にウェインの人柄や智謀の深さを知って関心した他、結果としてウェインがオルドラッセを殺した上に、仇敵ホロヌィエへの復讐を果たす助けを得る。さらにその後はナトラ支援で念願だったマーデン解放も実現する。が、独立よりナトラへの服属を願い、結果としてウェインが望んでやまない国を売るをやってのける。
ナトラでは侯爵に叙され、実質的にマーデンの自治権を保ったまま、領地運営に精を出す。ウェインを好いていると同時にその異常性も熟知しており、彼と対等な存在になるべく日夜政務や勉強に努めている。
ジーヴァ
声 - 荻野晴朗
マーデンの外交官。1巻から登場。ナトラへ併合後はゼノヴィアの側近。
マーデン人からなる生粋派（マーディア）の官吏。国の現状を憂いており、ホロヌィエの派閥（外来派）と対立しつつ、生粋派と外来派の政争自体を嫌っている。初登場時はナトラに占領された金山返還の使者としてウェインと対面することになるが、その際にウェインが条件釣り上げの為に言った発言に深く感銘し、彼の意図に反して引き下がってしまう。その後のマーデン滅亡での去就は不明であったが、3巻で解放軍の幹部として登場し、ウェインと長であるヘルムートを引き合わせる。実はゼノヴィアを助け出した一人であり、ヘルムートに擬すなどの計画を立てた忠臣。
ペリント
声 - 中村光樹
金山鉱夫たちのまとめ役。元マーデン高官。1巻から登場。
かつては宮廷務めであったが政争に敗れ、財産没収の上に金山鉱夫として送り込まれた人物。ウェインが予め顔と名前を把握していたくらいの高官であり、また、金山採掘量の推移を記録していたなど聡明さを見せる。ナトラによる金山占領の際に坑道地図を密かに確保し、ウェインの善政を見て、地図を対価に金山の仲間たちを見捨てないよう嘆願し、ウェインを感心させる。
金山が完全にナトラ領に併呑された後も、金山の責任者としてナトラに仕えている。
ボルゲン
マーデンの武官。3巻から登場。
弓の名手で、マーデン滅亡後は解放軍に参加していた。ナトラ領となった後も引き続きゼノヴィアに仕える。

### アースワルド帝国
大陸東側を事実上統一した覇権国家。物語開始間もなく皇帝が病に伏し、そのまま亡くなったため混乱状態にある。後継者候補として3人の皇子がいるが各派閥は実力伯仲しており、政争が長引いている。

#### 皇族
ロウェルミナ・アースワルド/ ロワ・フェルビス
声 - 東山奈央
帝国第二皇女（後に皇帝）。通称ロワ。初登場は2巻。
鮮やかな金髪に碧眼の美少女で、男勝りな性格にウェインに匹敵する智謀とタチの悪さを抱えた女傑。後述の過去からウェインとニニムの士官学校時代の学友の一人でもあり、互いの才能の高さを熟知しあう。また、比較的に能力主義で自由な帝国であっても、女性であれば高い地位は望みにくい世の中を変えたいと考えており、父王の死に端を発する後継者争いの中で密かに帝位を狙う。
皇帝（父親）から愛されるも、女としての役割を押し付けられる人生に鬱屈し、その環境から逃れるため、身分を隠して田舎貴族の一人娘ロワ・フェルビスを名乗り、士官学校に通っていた過去を持つ。そこでも男尊女卑の思想と、それに疑問を抱かない女子生徒たちの姿に諦観を抱いていたところウェインらのグループを知り、彼らと行動を共にするようになる。特にこの頃は、皇女としての立場を利用して得た情報を仲間に伝え、山賊討伐や汚職官僚の弾劾、悪徳貴族の密輸品を秘密裡に売りさばくといった危険な毎日を送っていた。同じく身分を隠していたウェインの正体も知るがゆえに、彼に王族として自分が抱いていた悩みを打ち明け、そこでウェインの思想について聞かされたことで、男尊女卑の思想に立ち向かうことを決意する。
第2巻において、外交官タルムの先走った縁談話を利用してウェインに近づき、実は第二皇女であったという自らの正体を明かすという形で作中に登場する。以降、帝位を狙うために動き出し、当初は弱小派閥ながらも、中立の憂国派を名乗って長引く3皇子の争いに嫌気が差した穏健派を糾合し、帝国臣民の信頼も得ていく。ウェインとは利用したり、されたりしながら、策謀を張り巡らし、ディメトリオの派閥を吸収して勢力を拡大し、最終的には新たな皇帝となる。
ディメトリオ・アースワルド
声 - 木島隆一
第一皇子。本格的な登場は4巻。
非常にプライドが強く、帝位継承に関して長男であること以外に特にアドバンテージがない青年。むしろ合理的思考がまったくできない無能であり、同じ長男という立場ながら今や内外の声望を得るウェインに嫉妬し、まったく無意味な嫌がらせをしようと画策する。有力貴族などの保守派の支持を受けている。
バルドロッシュ・アースワルド
声 - 松田健一郎
第二皇子。本格的な登場は4巻。
軍事方面に強い影響力を持つ偉丈夫。軍事に明るい上に能力主義で、出自や人種に拘らず人材を取り立てる一方で、統治、特に属州に対するものは苛烈になると見られている。そのような性格であるため、マーデンを征服し、カバリヌを退けたウェインの手腕を高く評価し、彼との対談後はますます配下にしたいと考えている。
マンフレッド・アースワルド
声 - 河西健吾
第三皇子。本格的な登場は4巻。
物腰が柔らかい優男。元来の派閥は弱いが、その弁説の巧みさで、諸方面の支持を取り付けている。特に属州の自治権拡大の約束などしているが、その約束がどこまで果たされるかは未知数（夢を見させるのが上手いと評される）。
ウェインを高く評価しているが、彼との対談後はいずれ帝国に牙を剥く存在として危険視し、暗殺しようとする。
ゼルク・アースワルド
アースワルド帝国皇帝。
一代で大陸東側をほぼ統一した傑物。近い内に西側に侵攻し、史上初の大陸統一を成し遂げると見られていたが、その矢先に病で急死する。後継者を定めていなかったために帝国は後継者争いが勃発し、東側は政治的に不安定な状態となる。

#### 官吏・軍人
ケスキナル
帝国宰相。初登場は7巻。
無精髭で気怠そうにした長身痩躯の男。皺だらけの服で、およそその外見は国家の中枢に似つかわしくないが文官の最高位に相応しい能力を持つ。帝国の運営を第一として帝位争いには完全中立を標榜し、内紛中でも国政が滞りなく進むにように取り計らっている。
グレン・マーカム
声 - 鈴木崚汰
帝国軍人。ウェインの士官学校時代の学友。名前の初登場は2巻、本格登場は4巻。
代々の帝国の武門出身の青年。士官学校時代のウェインの悪友の一人であり、ほぼすべての科目でトップの成績を持つウェインが初めて土をつけられた相手。武門の出自らしい剛毅な性格で、軍人としての適性も高い。現在はバルドロッシュ派に属す。
士官学校時代では剣によって頭角を現すも、自分の成長の停滞やそれを容認する周囲の環境から、このままでは堕落してしまうという危機感を抱き、自分の成長できる環境を求めたところ、全ての成績で自分を凌駕するウェインを好敵手とみなし、行動を共にするようになった。
ストラング・ナノス
声 - 市川蒼
属州の官吏。ウェインの士官学校時代の学友。名前の初登場は2巻、本格登場は4巻。
帝国に征服された属州の出身。官吏タイプの青年で、いずれ自身の出身地である属州のために活躍したいと考えている。属州の自治権を約束しているマンフレッド派に属するが、彼が約束を守るかは疑っている。
士官学校時代では属州出身であるため、本国の有力貴族からの虐めに遭い鬱屈とした日々を送っていたが、その貴族がニニムに手を出したことでウェインによって学校を退学に追い込まれたことからウェインに興味を持ち、貴族相手にも自分の意志を貫くウェインに憧憬を抱いて行動を共にするようになった。
フィシュ・ブランデル
声 - 日笠陽子
ナトラ駐在大使。後にロウェルミナ付き書記。初登場は1巻。
物語開始時点でのナトラ駐在大使で巨乳の女性。若手かつ小国駐在の大使ながら外交官としての能力は高い。皇帝の病及び急死に伴う帝国の混乱において、結果的にウェインに出し抜かれる形となってしまったため、更迭される。ウェインに興味を持ち、自己調査の結果、帝国士官学校の首席成績者であったことに気づく。その後、その才幹を買われてロウェルミナの秘書となり、彼女を補佐する。
テオルド・タルム
声 - 島田高虎
ブランデルの後任のナトラ駐在大使。初登場は2巻。
平民出身で平凡な能力の外交官。能力主義の帝国にあって、偶然からナトラ王国の大使ポストを得る。そのため、張り切り過ぎてウェインにいいようにあしらわれるが、本人はまったく気づいておらず、そのまま帝国要人との縁談をまとめようとする。そこにそれを知ったロウェルミナが乗ってきたために、2巻の騒動が起こる。

#### 都市や属領の人物
グリナッヘ・アントガダル
声 - 深澤純
ガイラン州アントガダル侯領の領主。侯爵。2巻の登場人物
元々はアントガダル国の王位継承者であったが、先代の父王が帝国に早く恭順したため現在は帝国の大貴族となる。しかし、現状に満足しておらず、王位に固執する。実のところ決断力に乏しく、父王が国を売ったのも、息子の能力を疑問視し、子孫を無事に残すための配慮だった。
帝国の政局混乱を利用して他の属州らとの反乱計画に加担していたが、ウェインとロウェルミナによって暴かれてしまう。最後はウェインを亡き者にしようと軍を起こすが、それを見越した彼の策で帝国のガイラン州総督の演習に飛び込んでしまい拘束される。
ゲラルト・アントガダル
声 - 手塚ヒロミチ
グリナッヘの息子。2巻の登場人物
典型的な地方貴族のバカ息子。自身の能力を過大評価し、家柄や財力で力を誇示したがる。ウェインやロウェルミナとほぼ同い年で、帝都への留学中、都市の生活になれず礼法に疎かったのを偶然、ロウェルミナに助けられる。これによってロウェルミナに惚れ込み、彼女を辟易させる。
ウェインが侯爵を釣るために出した手紙を勘違いし、ロウェルミナが自分と結婚すると勘違いして唐突にナトラに乗り込んでくる。そこでロウェルミナに良い格好を見せようとウェインに決闘を挑むが、勝手にすっ転び2階から転落し、その場で死亡が確認された。
コジモ
声 - 樫井笙人
商都ミールタースの市長。4巻の登場人物。
神のことなら神学者、蓄財のことならコジモに聞けと呼ばれる商売人上がりの才覚者。商売人としてウェインと縁を得たいと考え、ナトラの代表者としてやってきたフラーニャに近付く。しかし、やがて彼女の才能の高さにいち早く気づく。その後、やってきたウェインにミールタース市が救われたこともあり、ウェインとフラーニャの兄妹を高く評価する。

### マーデン王国
大陸西側に属し、ナトラの西側に位置する隣国。ナトラと同じ小国であったが数年前に金山が発見され、経済的に裕福となる。内政においては元来のマーデン人からなる生粋派（マーディア）と、マーデン王が国外から登用した外来派（ステラ）による激しい政争がある。1巻において帝国の混乱を見てナトラに侵攻するが、逆に金山を取られた上、大国カバリヌに攻め滅ぼされる。その後は解放軍が組織されたが3巻末においてカバリヌ領になった部分も含めて完全にナトラに併呑され、ゼノヴィアが治めるマーデン侯領となる。
ナトラに併合された以降の登場人物は#マーデン侯領を参照。
マーデン王フシュターレ
声 - 山本格
マーデン国王。1巻の登場人物。
成金趣味が激しい無能な王。国外から雇った佞臣に良いように利用されている。自分への不満を逸らすため、帝国駐留軍がいなくなったナトラに遠征軍を送るが敗北の上、要所である金山を奪われる。これを奪回するため、最終的には南の防衛軍を動かしたためにカバリヌの侵攻を招き、王都陥落の際に殺される。
ミダン
声 - 林大地
マーデンの外務大臣。ジーヴァの上司。1巻の登場人物。
ジーヴァら生粋派の領袖の老人。ナトラ侵攻作戦で、外来派との主導権争いから、生粋派のウルギオを総司令官とするよう進言する。そのウルギオがあっさり敗北した上に、金山まで奪われてしまったため、苦しい立場に追い込まれる。
マーデン滅亡後は登場せず、去就は不明。
ウルギオ
声 - 稲田徹
マーデン軍の将軍。1巻の登場人物。
生粋派の軍人。ナトラ侵攻の最高司令に抜擢され、意気揚々と侵攻するも、帝国による練兵を受けていたナトラ兵に手も足も出ない上に、ウェインの軍略が加わり大敗する（戦争経験がないゆえに発生するナトラ兵の隙を見逃さないなど、決して愚将ではなかったが、愚将ではないがゆえにウェインの策謀に嵌る）。最期は別働隊を率いるニニムによって、降伏を拒否したことにより首を切り落とされ戦死する。
ホロヌィエ
声 - 高橋伸也
マーデンの財務大臣。1巻から登場。
マーデン王が国外から雇った外来派の領袖。典型的な佞臣で、言葉巧みに王を騙し、金山の運営から上がりを懐に入れ、私腹を肥やしていた。ドラーウッドを送るなどしたが、その隙を突いてカバリヌが攻めてくると、王都の城門を開き、マーデンが早期滅亡するきっかけを作る。
その後はカバリヌに仕え、3巻で使者としてナトラに赴くなどしたがルベール将軍の陰謀などにも加担しており、最期はウェインの手配でゼノヴィアに殺害される。
ドラーウッド
声 - 柳田淳一
マーデン軍の将軍。1巻の登場人物。
外来派の軍人。美丈夫。南方防衛の任についていたが、ナトラに金山を取られたために、その奪回作戦の指揮を任される。兵の多寡もあり、金山を包囲すると最初は余裕を見せていたが、戦陣が長引き焦りだす。部下のローガンがニニムを侮辱したために、自身もウェインの標的となり、ナトラの反攻作戦によって混乱状態の中、マーデン兵の連絡将校に化けて本営に乗り込んできたウェインに斬殺される。
ローガン
声 - 宮園拓夢
ドラーウッドの副官。1巻の登場人物。
ドラーウッドより、ウェインへの和睦の使者として派遣させる。もともとドラーウッドの意を受けて和睦する気はなく、わざと挑発するようなセリフを吐くが、その際にニニムを侮辱したため、ウェインの怒りを買い、ウェインの反攻作戦の折にあっさり斬殺される。
ヘルムート
声 - 佐治和也
マーデン国の第二王子。マーデン解放軍の長。3巻の登場人物。
マーデンがカバリヌに滅ぼされた後、故国を取り戻すため、旧ナトラ国境近くで解放軍を率いていた人物。首都陥落の際に、酷い火傷を負ったとして常に甲冑を着ている。
その正体はゼノヴィアであり、本物は王都陥落の際に死亡していた。

### カバリヌ王国
大陸西側に属し、選聖侯位にある大国。3巻の舞台。マーデンの西南側に位置し、1巻終盤でナトラの占領地以外のマーデン領を征服したため、ナトラとは隣り合わせとなっている。
3巻の出来事によるオルドラッセの死後に国政は混乱していたが、8巻までにオルドラッセの息子であるスキレーが新たな国王となっている。
カバリヌ王オルドラッセ
声 - 高木渉
カバリヌ王。選聖侯の一人。3巻の登場人物。
鷹揚な態度を見せる血統主義者。選聖侯の一人として支持を集める一方で、行き過ぎた血統主義により臣下や国民からの支持低下に悩んでおり、能力主義のルベールと対立している。血統主義者であるがゆえにウェインを高く評価し、事前の根回しなく選聖侯に推挙し、ウェインも含め周りを狼狽させる。王子であるスキレー以外にもウェインと同年代の王女がいたが、自身の満足する才覚を発揮できなかったことから、不義の子であると決めつけ母親もろとも処刑したり、家臣の能力を無視し、血統のみで家臣の価値を測った結果、譜代の家臣たちとの関係に溝を生み、ホロヌィエのような新参者に補佐を任せねばならないほどの人望の無さに、ウェインから内心で呆れられ、早々に見限られる。
典型的な西側の国王でもあり、フラム人への迫害に無頓着。むしろ、かつてフラム人を狩りの標的として遊んだことを喜々としてウェインに話した挙げ句、狩り尽くしてしまったのでナトラ領のフラム人を融通するよう頼んできたため、ウェインの逆鱗に触れて斬殺される。
ルベール
声 - 五味洸一
カバリヌ軍の将軍。3巻の登場人物。
能力主義者で軍からの信頼は厚い一方、オルドラッセと対立している人物。ウェインを選聖侯に推挙しようとしているオルドラッセの計画を知り、ウェインを亡き者にしようと企てる。結局、計画は失敗した上に、ウェインのオルドラッセ殺しが、ルベールによるものと国の内外から誤解されてしまい、苦しい立場に追い込まれる。
起死回生を図ったナトラとマーデン解放軍との戦いも失敗し、マーデンの再興を許してしまい、自身も因縁のあったハガルに討ち取られる。
ホロヌィエ
→#マーデン王国
スキレー
オルドラッセの息子で国王。8巻から登場。
3巻における父王オルドラッセの急死後の国の混乱の中で、8巻の少し前に国の動揺を抑えてようやく王位を継承した青年。まだ権力が盤石ではなく、早く選聖侯位に就きたいと考え、ミロスラフの後援を受けている。

### ソルジェスト王国
大陸西側に属し、選聖侯位にある大国。マーデンの西方に位置し、緯度はほぼナトラと同じ北方の国ながら不凍港を有して経済力に優れ、軍事力も高い。これら国力はグリュエールが一代で飛躍的に高めたという。5巻の出来事でグリューエルがウェインの真の目的を知りグリューエルが敗北を認めたことによりナトラとソルジェスト、デルーニオを加えた3か国協議に参加する。
グリュエール・ソルジェスト
声 - 大塚明夫
ソルジェスト王国の王。選聖侯の一人。3巻から登場。
大陸屈指の大食漢で酷い肥満体の男。そのため、自分でなにかすることができず、常に侍らせた美女である侍女にやらせる。王侯貴族とは平民と画する存在であり、余人のなし得ぬこの世の贅を極めることを己が使命としている。ただ、性格は寛容であり、他の選聖侯に比べると常識的。ソルジェスト王国を強国に押し上げた名君として誉れ高い。見かけに反して軍略に長けており、さらに武芸にも優れる。戦場ではチャリオットに乗り込みハルバートなどを奮って勇戦する。さらに、負傷や激しい運動をすると激やせし、標準的な体型となる。また、戦を至高の道楽としている。
第3巻のカバリヌでの選聖侯会議で物語に登場し、一癖も二癖もある選聖侯たちの中にあって、その人柄と能力は信頼できるとウェインから判断される。ところが、上記の通り、戦を至高の道楽として、3巻や4巻の一連の出来事を通し、ウェインを自分が狩るべき極上の獣と見定める。5巻の出来事において外交的・戦術的にウェインを騙し討ちしようとするも、一歩及ばず敗北する。
ナトラの捕虜となるも命は取られず、またウェインから、その真の目標を聞いてさらに興味を懐き、以降は油断はできない協力者としてウェインに友好的に接する。
トルチェイラ・ソルジェスト
声 - 釘宮理恵
グリュエールの娘で、王女。5巻から登場。
一人称が「妾（わらわ）」など古風な喋りが特徴の少女。年端もいかない年齢ながら、父グリュエールから自分に似たと評され、外交の場に出てくるなどお転婆で才気を見せる。急速に名声を高めるウェインに興味を持ち、グリュエールがウェインに敗北した後は、留学という名目で事実上の人質としてナトラに滞留する（しかし、実態は人質という名目でウェインの側にいることが目的になっている）。また、フラーニャにもライバル心を抱くようになる。
カブラ
ソルジェスト王国の王太子。10巻の登場人物。
10巻において急速に名を高める妹トルチェイラに危機感を持ち、クーデターを起こし、父王グリュエールを軟禁し、王位を簒奪する。グリュエールからは（トルチェイラと違い）王太子という立場に胡座をかいて研鑽をしていないと評され、またカブラ自身はウェインを高く評価しているが、そのウェインにトルチェイラは並び立とうとしているところも差と見なされている。

### デルーニオ王国
大陸西側に属し、ソルジェストの南方、マーデン侯領とも国境を接する王国。5巻の登場国。選聖侯位には無いが、歴史は古くレベティア教が盛んで保守的な国。国境を接するソルジェストとは何度も戦い、グリュエールの恐ろしさを知る。
デルーニオ王ラウレンス
デルーニオ王。存在は5巻で言及されるが登場は10巻から。
30から40くらいの為政者としては若い人物。幼少より宰相シリジスによって彼がいなければ何もできないように育てられたために、明らかに王としての威厳に欠く。
5巻の騒動によってシリジスが追放されたことで国政の実権を取り戻せると意気込むが、新たな宰相となったマレインに専横され、結局、己の能力の限界を知り、歯がゆく感じている。
マレイン
デルーニオ王国宰相（シリジスの後任）。10巻の登場人物。
シリジス追放後に宰相となり、ラウレンスを傀儡として国政を壟断している人物。野心と強かさを持つが、宰相の器ではないと元上司のシリジスから評される。
シリジス
デルーニオ王国宰相。5巻から登場。
→#ナトラ王国・本国

### パトゥーラ
大陸の南側に位置する海洋国家。6巻の舞台。王は海導（ラドゥ）と呼ばれ、王権の象徴である虹の王冠を所有するザリフ家によって代々治められてきた。また海導以外に6人の海師（ケリル）と呼ばれる有力者がおり、それぞれが有能な船乗りでもある。
ウェインが外交のため訪れる少し前に現王のアロイ・ザリフが、かつて追放された長男レグルに討たれ、内乱状態にある。
フェリテ・ザリフ
アロイの次男で王位継承者。
船乗りとしては線が細いが指導者としては聡明な青年。船乗りとして羨望していた兄レグルが追放されたために王位継承権を得る。自分が能力で兄に敵わないことを熟知しており、その代わり祖先が残した膨大な書物を糧に、優れた海導に成らんとしていた。内乱ではすぐに兄に捕まってしまうものの、これはむしろ自分を囮にして王権の象徴である虹の王冠を隠すためであった。その後、牢屋内で出会った商人を装うウェインを、ナトラの王太子である本人と見抜き助力を求める。
アピス
フェリテの側近。
見た目は年端も行かない少女。しかし、フェリテに絶対の忠誠を誓い、身のこなしは機敏であり、護衛役も兼ねる。レグルによる反乱の際にフェリテより虹の王冠を託されるが、頼ったロドルフに奪われてしまう。
レグル・ザリフ
アロイの長男。6巻の敵役。
かつてその粗暴な性格によって国から追放された青年。風を読む能力や操舵技術、配下の船団への指揮命令など、海導に相応しい船乗りとして卓越した才を持っていたがそれゆえに傲慢な性格となった。このため、自分こそが海導に相応しいとして王位簒奪を企み、捲土重来として父王・アロイを海戦にて討ち、虹の王冠の行方を追う。追放後は海賊となり、バンヘリオ王国を襲撃したが、シュテイルに敗れ彼の指揮下に入っていた。内乱のための人員や船なども、シュテイルがスポンサーであった。
ヴォラス
古株の海師。
老境に差し掛かっている穏当な人物。権力に興味を示さず、内乱に際して自ら積極的には動かないものの、海師としては非常に有能。その動向はレグルや他の海師たちからも注視される。ソルジェストとも関係が深く、トルチェイラを保護する。フェリテ寄りではあるものの、彼が海導として相応しいことを他の海師達に示さない限りは中立に徹する。
ロドルフ
古株の海師。
ヴォラスとほぼ同い年でアロイから信任の厚かった有力な海師。少年時代は海賊の一員であったが、これがアロイに討伐された際に赦され、以降、アロイに忠誠を誓い、現在の地位まで出世する。実は虹の王冠に魅入られた一人で、王冠を持ったアピスが頼ってくるとこれを奪い取ってしまう。
アロイ・ザリフ
パトゥーラの海導（王）。故人。
6巻開始の少し前に王位簒奪を狙うレグルによって討たれる。本来、ウェインはアロイと会うためにパトゥーラを訪れていた。

### ウルベス連合
大陸西端に位置する東西南北4つの都市国家による連合国。9巻の舞台。選聖侯位を持つ国だが、外交を司り対外的な顔役となる東都マルドーの代表がそれに就くというルールがあり、内政においては各都市の代表同士の権威は対等。
非常に排他的な国民性を持ち、都市同士も自分たちが主導権を握るべく常に対立している。
アガタ
ウルベス連合の対外的な代表かつ東都マルドーの代表。選聖侯。8巻から登場。
外交を担う東都の老練な指導者。選聖侯だがレベティア教とは距離を置き、またその地位にあるのも東都の代表だからに過ぎない。8巻の出来事でウェインに恩を売られると同時に、その聡明さを評価し、9巻において崩壊しかかっているウルベスを纏めたいとしてウェインを頼る。
カミル
アガタの側近。
有能で聡明な青年。西側でも特に因習やしきたりにこだわりが強いウルベス連合の人間ながら、ニニムをフラム人と知っている上で好意的に接するなど開明的な様子を見せる。
オレオム
西都ロイノクの代表。
海路で交易が盛んなロイノクの若き指導者。南都と手を組み、大量の農作物の輸出で西都を急成長させ代表となった経緯を持つ。商都の代表らしい抜け目なさを見せる。
レイジュット
南都ファクタリアの代表。
農業が盛んな南都の若き女傑。画期的な農業改革によって南都を急成長させ、代表となった経緯を持つ。他の都市の代表やウェインに非常に攻撃的な様子を見せる。

### レベティア教
大陸全土で広く信仰される宗教。トップは聖王。特に大陸西側では権威が高く、教団の方針を決められる選聖侯の資格を持つ7人の王（聖王を含む）と、聖王代理としての福音局局長が力を持っている。世俗の事情に合わせ、都合よく教義を解釈することがある。
シルヴェリオ
現聖王。
覇気のない小柄で痩身の老人。レベティア教開祖レベティアの末裔であり、聖王の地位は諸国が牽制を繰り広げた結果、世俗の地位や領地を持たないシルヴェリオの一族から任命されることが多いという。そのような来歴と外見からカルドメリアの傀儡とも噂されるが、実際には彼女を従えている。
カルドメリア
声 - 能登麻美子
福音局局長。
聖王代理として選聖侯と同等の権威を持つという福音局局長の女性。歳は既に50歳を超えているはずだが、外見は遥かに若い。政治力の怪物で魔女とも渾名される。自身の利益になるかは度外視して事態を混迷化させることを好む。
実は2巻におけるグリナッヘら属州の反乱を手引きしていた黒幕。
オウル
声 - 今井文也
カルドメリアの部下。
2巻においてグリナッヘらの反乱を手引きしていた男。ウェインやロウェルミナの策によって失敗した上に、終盤にウェインを襲撃した際に右腕を切り落とされる。以降も、しばしば作中に登場する。
アイビス
声 - 菊池紗矢香
カルドメリアの部下。
3巻においてナトラ国内で、ウェインに不満を持つ反乱分子を煽り、内乱を起こさせようとしていた女。ハガルを取り込み策謀の成功を確信していたが、初めからウェインとハガルが共謀した芝居であり失敗する。結局、ウェインがやりたかった不穏分子の炙り出しに利用されただけになる。以降も、しばしば作中に登場する。
オルドラッセ
カバリヌ王国の王。選聖侯の一人。
→#カバリヌ王国
グリュエール・ソルジェスト
ソルジェスト王国の王。選聖侯の一人。
→#ソルジェスト王国
シュテイル・ロッゾ
バンヘリオ王国に属する公爵。選聖侯の一人。
20代半ばの端正な顔立ちの貴公子。芸術に傾倒しており、パトロンとしても有名で芸術侯の異名を取る。しかし、最高の芸術とは人が何かを得た時と失った時という持論を持ち、優れた芸術を作り出すために、ある画家の家族を嬲り殺しにしたことをウェインに嬉々として話す。ウェインからは内心ではドン引きされているが、シュテイル自身はウェインを数少ない自分の理解者として気に入ってしまう。選聖侯の中ではカルドメリアに協力的。
6巻のパトゥーラの内乱を裏で糸を引いていた一人でレグルを支援し、最終的にはパトゥーラを影響下におさめて、南洋からの東側侵攻を計画していた。
ティグリス
ベランシア王国の王弟。選聖侯の一人。
頭の回転が早い野心家の青年。8巻における選聖会議において主導権を握るべくウェインと手を組む。互いに実力を認め合い、いずれは殺し合うことになるだろうと悟っている。
アガタ
ウルベス連合の代表かつ東都マルドーの代表。選聖侯の一人。
→#ウルベス連合
ミロスラフ
ファルカッソ王国の王子。選聖侯の一人。
父王より選聖侯を継いだばかりの青年。やがては国も継ぐという。大陸中央南端に位置し、東部及び帝国とは国境線でつながっているため、特に帝国への敵意が強い。同じく帝国と接するカバリヌと友好関係にあり、スキレーの早期の選聖侯就任を望む。

### 東レベティア教
100年前のキルクルスの令をきっかけに生まれたレベティア教の分派。元は大陸東部のレベティア教の信徒。教義の厳格な解釈を掲げているが、レベティア教本体からは異端と見なされている。それなりに力があり、アースワルド帝国の国教になるまでは狙っていないものの、大陸西部への進出を図っている。
ユアン
東レベティア教の枢機卿。第10巻から登場。
人当たりの良い青年。教団からの資金のバックアップという形でシリジス追放後のデルーニオに入り込み、布教活動を行っている。フラーニャとの初対面時は宣教師を名乗るがすぐに見破られる。フラーニャの評では宗教家より商人に雰囲気が近い。
エルネスト
東レベティア教の教主。
元教師という来歴を持つ見た目は穏やかな人物。帝国やナトラと協力することで西側への勢力拡大を画策している。

## 既刊一覧

### 小説
- 鳥羽徹（著）・ファルまろ（イラスト） 『天才王子の赤字国家再生術〜そうだ、売国しよう〜』 SBクリエイティブ〈GA文庫〉、既刊12巻（2022年9月14日現在）
  1. 2018年5月31日初版第一刷発行（5月15日発売[16]）、ISBN 978-4-7973-9703-1
    - 「アニメ化記念限定小冊子付き特装版」2021年12月11日発売[17]、ISBN 978-4-8156-1374-7

  2. 2018年9月30日初版第一刷発行（9月15日発売[18]）、ISBN 978-4-7973-9900-4
  3. 2019年1月31日初版第一刷発行（1月15日発売[19]）、ISBN 978-4-8156-0115-7
  4. 2019年6月30日初版第一刷発行（6月15日発売[20]）、ISBN 978-4-8156-0272-7
  5. 2019年10月31日初版第一刷発行（10月12日発売[21]）、ISBN 978-4-8156-0380-9
  6. 2020年2月29日初版第一刷発行（2月14日発売[22]）、ISBN 978-4-8156-0535-3
  7. 2020年6月30日初版第一刷発行（6月12日発売[23]）、ISBN 978-4-8156-0709-8
  8. 2020年11月30日初版第一刷発行（11月12日発売[24]）、ISBN 978-4-8156-0888-0
  9. 2021年3月31日初版第一刷発行（3月12日発売[25]）、ISBN 978-4-8156-0942-9
  10. 2021年8月31日初版第一刷発行（8月12日発売[26]）、ISBN 978-4-8156-1095-1
  11. 2022年1月31日初版第一刷発行（1月14日発売[27]）、ISBN 978-4-8156-1459-1
  12. 2022年9月30日初版第一刷発行（9月14日発売[28]）、ISBN 978-4-8156-1641-0

### 漫画
- 鳥羽徹（原作）・ファルまろ（キャラクター原案）・えむだ（漫画） 『そうだ、売国しよう〜天才王子の赤字国家再生術〜』 スクウェア・エニックス〈ガンガンコミックスUP!〉、既刊16巻（2025年7月7日現在）
  1. 2020年2月12日初版発行（同日発売[29]）、ISBN 978-4-7575-6519-7
  2. 2020年11月7日初版発行（同日発売[30]）、ISBN 978-4-7575-6734-4
  3. 2021年4月7日初版発行（同日発売[31]）、ISBN 978-4-7575-7183-9
  4. 2021年9月7日初版発行（同日発売[32]）、ISBN 978-4-7575-7455-7
  5. 2021年12月7日初版発行（同日発売[33]）、ISBN 978-4-7575-7611-7
  6. 2022年3月7日初版発行（同日発売[34]）、ISBN 978-4-7575-7787-9
  7. 2022年7月7日初版発行（同日発売[35]）、ISBN 978-4-7575-8003-9
  8. 2022年11月7日初版発行（同日発売[36]）、ISBN 978-4-7575-8232-3
  9. 2023年4月7日初版発行（同日発売[37]）、ISBN 978-4-7575-8501-0
  10. 2023年9月7日初版発行（同日発売[38]）、ISBN 978-4-7575-8760-1
  11. 2023年12月7日初版発行（同日発売[39]）、ISBN 978-4-7575-8931-5
  12. 2024年3月7日初版発行（同日発売[40]）、ISBN 978-4-7575-9074-8
  13. 2024年7月5日発売[41]、ISBN 978-4-7575-9283-4
  14. 2024年11月7日発売[42]、ISBN 978-4-7575-9504-0
  15. 2025年3月7日発売[43]、ISBN 978-4-7575-9712-9
  16. 2025年7月7日発売[44]、ISBN 978-4-7575-9929-1

## テレビアニメ
2021年1月に開催されたオンラインイベント「GA FES 2021 〜GA 15th Anniversary〜」にてテレビアニメ化が発表され、『天才王子の赤字国家再生術』のタイトルで2022年1月から3月までAT-Xほかにて放送された。

### スタッフ
- 原作 - 鳥羽徹[47]
- キャラクター原案 - ファルまろ[47]
- 監督 - 玉川真人[47]
- 副監督 - 蔡欣亞[47]
- シリーズ構成 - 赤尾でこ[47]
- キャラクターデザイン - 應地隆之介[47]
- プロップデザイン - 村山章子、岩永悦宜
- 美術設定 - 橋口コウジ、三浦智
- 美術監督 - 栫ヒロツグ[47]
- 色彩設計 - 中尾総子[47]
- CG監督 - 墳下芳弘[47]
- 撮影監督 - 内田奈津美[47]
- 編集 - 長谷川舞[47]
- 音楽 - 佐橋俊彦[47]
- 音響監督 - 納谷僚介[47]
- チーフプロデューサー - 黒須礼央、宮崎誠司
- プロデューサー - 福永佳祐、秋田規行、岡田昭彦、北澤史隆、丸山創、深谷成輝、甲斐健太郎
- アニメーションプロデューサー - 大上裕真[47]
- アニメーション制作 - 横浜アニメーションラボ[47]
- 製作 - 天才王子製作委員会

### 主題歌
「LEVEL」
やなぎなぎ×THE SIXTH LIEによるオープニングテーマ。作詞はやなぎなぎ、作曲はReiji、編曲はReijiおよびTsuyoshi Sato。
「ヒトリとキミと」
南條愛乃によるエンディングテーマ。作詞はrino、作曲・編曲は橋本由香利。

### 各話リスト
| 話数   | サブタイトル                             | 脚本       | 絵コンテ          | 演出                     | 作画監督                                                                                       | 総作画監督 | 初放送日       |
| ------ | ---------------------------------------- | ---------- | ----------------- | ------------------------ | ---------------------------------------------------------------------------------------------- | ---------- | -------------- |
| 第1話  | そうだ、国を売ってトンズラしよう         | 赤尾でこ   | 玉川真人          | 安部元宏                 | 式部美代子 飯島弘也 下島誠                                                                     | 應地隆之介 | 2022年 1月11日 |
| 第2話  | 戦場のウェイン・サレマ・アルバレスト     | 赤尾でこ   | 蔡欣亞            | 蔡欣亞                   | 榊原智次 南伸一郎 山村俊了 本田創一                                                            | 池上たろう | 1月18日        |
| 第3話  | そうだ、政略結婚しよう                   | 篠塚智子   | 新留俊哉          | 土屋浩幸                 | 稲吉智重 村長由紀 西道拓哉 福井麻紀                                                            | 應地隆之介 | 1月25日        |
| 第4話  | 二人の知謀                               | 篠塚智子   | 浜名孝行          | 浜名孝行                 | 島崎望 向山祐治 山廣喬介 小松太樹 小澤和則 陳亮 朱雅石 趙清雲 周志傑 于惠海 谢媚 曹建偉 BigOwl | 池上たろう | 2月1日         |
| 第5話  | そうだ、罪を被せてみよう                 | 篠塚智子   | 安部元宏          | 安部元宏                 | 相澤秀亮 式部美代子 飯島弘也                                                                   | 應地隆之介 | 2月8日         |
| 第6話  | そうだ、国際会議に出よう                 | 大知慶一郎 | 武藤信宏 玉川真人 | 武藤信宏                 | 橋本有加                                                                                       | 池上たろう | 2月15日        |
| 第7話  | 昨日の敵は今日の                         | 大知慶一郎 | 蔡欣亞            | 小林公二 新留俊哉 蔡欣亞 | Kwon Oh sik Park Hoon Oh Eun soo Lim Keun soo Shin Jae ik 池上たろう 橋本有加                  | 應地隆之介 | 2月22日        |
| 第8話  | そうだ、私がやってみよう                 | 大知慶一郎 | 玉川真人          | 川部真也                 | 王國年 式部美代子 飯島弘也                                                                     | 池上たろう | 3月1日         |
| 第9話  | 偶像少女                                 | 大知慶一郎 | 新留俊哉          | 新留俊哉 小林公二        | Park San-ho Go Seon-gun Woo Geum-yeong                                                         | 應地隆之介 | 3月8日         |
| 第10話 | そうだ、バブルに乗ろう                   | 篠塚智子   | 須永司            | 井端義秀                 | 武藤信宏 橋本有加 相澤秀亮                                                                     | 池上たろう | 3月15日        |
| 第11話 | 詐欺だけどしらばっくれよう               | 赤尾でこ   | 中津環            | 中津環                   | Shin Jae ik Won Chang hee Jang Hee kyu 武藤信宏 橋本有加 岩永悦宜                              | 池上たろう | 3月22日        |
| 第12話 | そうだ、やっぱり国を売ってトンズラしよう | 赤尾でこ   | 玉川真人          | 玉川真人                 | 式部美代子 飯島弘也 相澤秀亮 池上たろう 橋本有加                                               | 應地隆之介 | 3月29日        |

### 放送局
| 放送期間                | 放送時間                     | 放送局   | 対象地域 | 備考                                            |
| ----------------------- | ---------------------------- | -------- | -------- | ----------------------------------------------- |
| 2022年1月11日 - 3月29日 | 火曜 22:30 - 23:00           | AT-X     | 日本全域 | 製作参加 / CS放送 / 字幕放送 / リピート放送あり |
|                         | 火曜 23:00 - 23:30           | TOKYO MX | 東京都   | 製作参加                                        |
| 2022年1月12日 - 3月30日 | 水曜 0:00 - 0:30（火曜深夜） | BS日テレ | 日本全域 | 製作参加 / BS/BS4K放送 / 『アニメにむちゅ〜』枠 |

| 配信開始日    | 配信時間                   | 配信サイト |
| ------------- | -------------------------- | --- |
| 2022年1月11日 | 火曜 23:00 - 23:30         | ABEMA |
| 2022年1月16日 | 日曜 0:00（土曜深夜） 更新 | dアニメストア Netflix Amazon Prime Video アニメカ U-NEXT アニメ放題 GYAO! FOD バンダイチャンネル Hulu TELASA J:COMオンデマンド milplus auスマートパスプレミアム Google Play ひかりTV niconico Video Market マンガUP! |
|               | 日曜 23:00 - 23:30         | ニコニコ生放送 |

### BD
| 巻 | 発売日        | 収録話          | 規格品番  |
| -- | ------------- | --------------- | --------- |
| 1  | 2022年3月30日 | 第1話 - 第3話   | GNXA-2381 |
| 2  | 2022年4月27日 | 第4話 - 第6話   | GNXA-2382 |
| 3  | 2022年5月27日 | 第7話 - 第9話   | GNXA-2383 |
| 4  | 2022年6月29日 | 第10話 - 第12話 | GNXA-2384 |

### Webラジオ
ウェイン役の斉藤壮馬とニニム役の高橋李依によるWebラジオ『天才王子の赤字国家再生術 〜そうだ、ラジオしよう〜』が、2021年10月22日から2022年3月25日にかけて音泉にて配信された。